# Livet er en fest
|  | Denne artikel er oprettet af botten PalnaBot ud fra en ekstern database. Den kan derfor have sproglige fejl eller mangler. Denne skabelon kan fjernes efter kontrol af indholdet. |

Livet er en fest er en film instrueret af Martin Enghoff.

## Handling
Mødet med masaierne i Østafrika]. Tradition og udvikling. Samfund og individ. Naturfolk og naturbeskyttelse. Masaikrigeren Gaspar fortæller sin historie og vender op og ned på vores forestillinger om de fremmede. Showet bringer os rundt i landsbylivet, ud i naturen og ind i storbyen.